# Ask Me Why
Ask Me Why — пісня гурту «The Beatles», вперше випущена як складова синглу «Please Please Me». У Великій Британії вийшла 11 січня 1963, у США — 25 лютого 1963.

## Історія
Пісня «Ask Me Why» була створена Джоном Ленноном та Полом Маккартні навесні 1962 під впливом творчості Смокі Робінсона й гурту «The Miracles» — гітарний мотив є подібним до їхньої композиції «What's So Good About Goodbye», написаної у 1961. За словами Пола Маккартні, ідея й авторство де-факто належать саме Леннону, хоча у створенні та записі пісні брали участь обидва учасники «The Beatles».

## Запис у студії
Члени «The Beatles» записали «Ask Me Why» під час своєї дебютної сесії на студії «Abbey Road», що в Лондоні, 6 червня 1962. Однак фірма звукозапису «EMI» у подальшому знищила записи пісні, обґрунтувавши цей крок її малою значущістю. У листопаді 1962 «The Beatles» перезаписали пісню, зробивши шість пробних записів. В цей час члени гурту займалися покращенням альбому «Please Please Me», запис «Ask Me Why» зайняв порівняно невеликий проміжок часу.

## Учасники
- Джон Леннон — вокал, ритм-гітара
- Пол Маккартні — бек-вокал, бас-гітара
- Джордж Харрісон — гітара, бек-вокал
- Рінго Старр — ударні

## Факти
- «Ask Me Why» була випущена на стороні «В» синглу «Please Please Me», який, в свою чергу, став першим синглом групи, випущеним у США;
- Пісня виконувалася на одному з ранніх прослуховувань, організованому для «Parlophone Records», в той час, коли ударником «The Beatles» ще залишався Піт Бест; на сьогодні жодних копій цього запису не збереглося;
- «Ask Me Why» — типова пісня про кохання, однак вона помітна тим, що Джон Леннон та Пол Маккартні спочатку писали її одночасно.